# ۱۵۱۲ (میلادی)
۱۵۱۲ (میلادی) هزار و پانصد  و دوازدهمین سال تقویم میلادی است.

## درگذشتگان
‎